# Luhansk
Luhansk (ukrainisch Луганськ ⓘ; russisch Луганск/Lugansk) ist die Hauptstadt der Oblast Luhansk in der Ukraine mit 400.000 Einwohnern (2024). Die Stadt befindet sich am Zusammenfluss der Flüsse Luhan und Olchowka, daher auch ihr Name. Von 1935 bis 1958 und von 1970 bis 1992 hieß die Stadt zu Ehren des sowjetischen Funktionärs Kliment Woroschilow Woroschylowgrad (ukrainisch Ворошиловград, russisch Ворошиловград/Woroschilowgrad). 
Seit 2014 ist Luhansk de facto die Hauptstadt der Volksrepublik Lugansk – eines unter russischem Protektorat stehenden Territoriums. Seit 2022 ist die Volksrepublik Lugansk ein Föderationssubjekt der Russischen Föderation, wobei Lugansk weiterhin ihre Hauptstadt ist. De jure bleibt Luhansk gemäß der administrativ-territorialen Gliederung der Ukraine die Hauptstadt der Oblast Luhansk, die zu den von Russland besetzten Gebieten gehört.

## Politische Gliederung
Luhansk ist in die vier Stadtkreise Rajon Schowtnewe, Rajon Lenin, Rajon Kamjany Brid und Rajon Artemiwsk gegliedert. Dazu kommt noch die Stadt Oleksandriwsk, mit den Siedlungen Dserschynske (Дзержинське – offiziell seit 2016 Sraskowe/Зразкове) und Teplytschne (Тепличне) sowie die Siedlung städtischen Typs Juwilejne (offiziell seit 2016 Kateryniwka/Катеринівка).
Die gesamte Stadtgemeinde hat 464.881 Einwohner (November 2012).

## Geschichte

### Bis zum 19. Jahrhundert
In verschiedenen Medien wurden 2006 archäologische Befunde nahe Luhansk als frühgeschichtliche Strukturen einer Pyramide interpretiert, die auf eine frühe Besiedlung hinweisen. Dies stellte sich allerdings später als Falschmeldung heraus; bei den Befunden handelt es sich um einen Grab-Tempel-Komplex, der laut dem Grabungsleiter Viktor Klochko etwa 4000 v. Chr. von Proto-Indoeuropäern erbaut und bis etwa 400 v. Chr. genutzt wurde.
Am 14. November 1795 erging der Erlass von Katharina II. über die Gründung einer Fabrik, die am 25. November 1795 offiziell mit dem britischen Industriellen Charles Gascoigne gegründet wurde. Am 4. Oktober 1800 ging der erste Hochofen in Betrieb. Im Jahre 1812 war die Fabrik ein wichtiger Hersteller von Munition für die russische Armee, die im Krieg gegen Napoleon stand. 1882 wurde Luhansk zur Stadt erhoben. Am 3. Mai 1896 gründete Gustav Hartmann die Firma „Russische Maschinenbaugesellschaft Hartmann in Lugansk“. Die Stadt entwickelte sich zu einem bedeutenden Industriezentrum für den Bau von Schwermaschinen und Lokomotiven. Im Jahr 1900 hatte die Stadt 34.175 Einwohner und vier Kirchen.

### 20. Jahrhundert
Ende des Ersten Weltkrieges wurde die Stadt von Rotgardisten, österreichischen Truppen und Weißen Truppen besetzt. Im April 1918 war Luhansk Hauptstadt der Sowjetrepublik Donezk-Kriwoi Rog. 1934 wurde im Ort die bis heute betriebene Straßenbahn eröffnet. 1935 wurde die Stadt nach dem sowjetischen Militärführer und Politiker Kliment Jefremowitsch Woroschilow in Woroschylowhrad (russisch: Woroschilowgrad) umbenannt. 1938 wurde sie Hauptstadt der neugeschaffenen Oblast Woroschylowhrad.
Im Zweiten Weltkrieg erreichten am 14. Juli 1942 deutsche Truppen im Rahmen der Woronesch-Woroschilowgrader Operation die Stadt. Sie fiel am 19. Juli 1942. Die Rote Armee eroberte Woroschilowgrad am 14. Februar 1943 zurück. In der Stadt bestanden die beiden Kriegsgefangenenlager 144 (bis 1954) und 474 (ab 1949) für deutsche Kriegsgefangene des Zweiten Weltkriegs. Schwer Erkrankte wurden in den Kriegsgefangenenhospitälern 1243, 5928 und 6014 versorgt.
Im Jahr 1991 wurde die damals zur USSR bzw. UdSSR gehörende Oblast Luhansk nach dem Referendum über die Unabhängigkeit der Ukraine Staatsgebiet der Ukraine. Damit ging auch die Stadt in ukrainisches Territorium über.

### 21. Jahrhundert

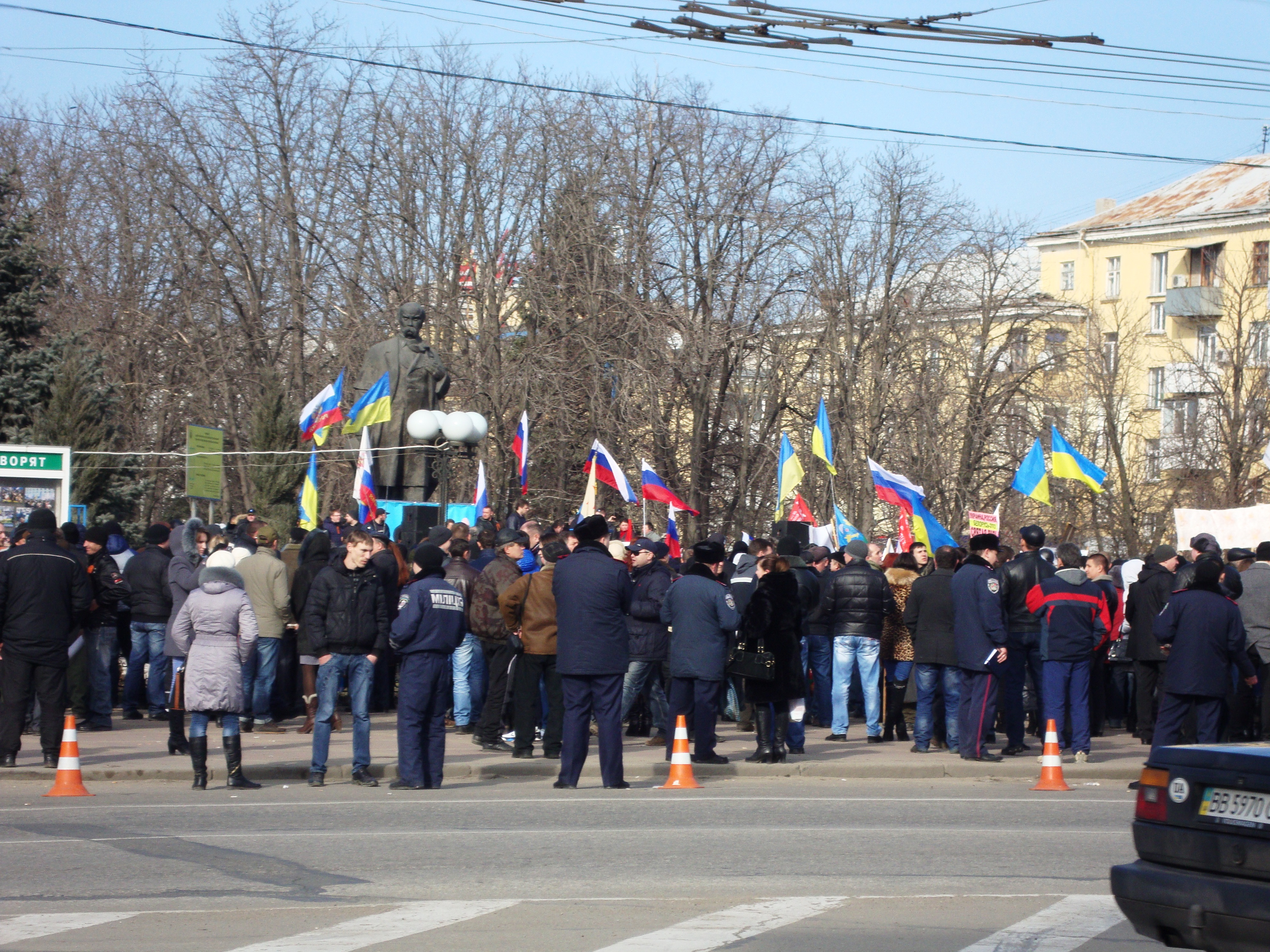
Prorussische Kundgebung in Luhansk, 1. März 2014

Zu Beginn des Russisch-Ukrainischen Krieges entsandte die OSZE am 21. März 2014 Beobachter nach Luhansk. In den Tagen und Wochen davor war es in Luhansk zu prorussischen Protesten gekommen, bei denen Demonstranten ein Referendum nach dem Vorbild der Krim gefordert hatten. Am 21. März wurde ein tags zuvor von prorussischen Demonstranten errichtetes Zeltlager auf dem Luhansker Zentralplatz entfernt. Dabei kam es zu Zusammenstößen zwischen Aktivisten und der Polizei.
Eine Iljuschin Il-76 der ukrainischen Luftwaffe wurde am 14. Juni 2014 beim Anflug auf den Flughafen von Luhansk mit einer 9K38-Igla-Boden-Luft-Rakete abgeschossen, wobei 9 Besatzungsmitglieder und 40 Fallschirmjäger getötet wurden.
Die Stadt befand sich seit 2014 unter Kontrolle der international nicht anerkannten Volksrepublik Lugansk und gehörte nach Angaben der ukrainischen Regierung zu einem Gebiet, auf dem die Organe der Staatsmacht vorübergehend ihre Befugnisse nicht ausüben.
Mit dem russischen Überfall auf die Ukraine wurde die Stadt im Jahr 2022 einseitig als der Russischen Föderation zugehörig proklamiert.

## Bevölkerungsentwicklung
| 1897   | 1923   | 1926   | 1939    | 1959    | 1970    | 1979    | 1989    | 2001    | 2016    |
| ------ | ------ | ------ | ------- | ------- | ------- | ------- | ------- | ------- | ------- |
| 20.404 | 43.966 | 71.006 | 214.607 | 274.520 | 382.774 | 463.047 | 496.813 | 463.097 | 414.509 |

Quelle:
Die mehrheitlich russischsprachige Stadt ist eines der Zentren der russischen Sprache in der Ukraine.

## Sport
Der örtliche Fußballverein Sorja war 1972 als Sorja Woroschilowgrad sowjetischer Fußballmeister und 1992 Gründungsmitglied der höchsten ukrainischen Spielklasse. Aktuell trägt der Verein seine Spiele in Saporischschja aus.

## Städtepartnerschaften
Luhansk hat fünf Partnerstädte und drei Städtefreundschaften:
| Stadt          | Land                   | Status              | seit |
| -------------- | ---------------------- | ------------------- | ---- |
| Cardiff        | Vereinigtes Königreich | Partnerstadt        |      |
| Daqing         | Volksrepublik China    | Städtefreundschaft  | 2000 |
| Lublin         | Polen                  | Partnerstadt        | 1996 |
| Nischni Tagil  | Russland               | Städtepartnerschaft | 2022 |
| Pernik         | Bulgarien              | Partnerstadt        | 1948 |
| Rostow am Don  | Russland               | Städtefreundschaft  |      |
| Saint-Étienne  | Frankreich             | Partnerstadt        | 1959 |
| Székesfehérvár | Ungarn                 | Partnerstadt        | 1978 |
| Vansbro        | Schweden               | Städtefreundschaft  |      |

## Wirtschaft
Die mehr als 7000 Mitarbeiter zählende Lokomotivfabrik lieferte Diesellokomotiven für den Güterverkehr in großen Stückzahlen an die Ostblockstaaten. Sie galt als größte Lokomotivfabrik Europas, hat aber die Produktion seit 2014 weitgehend reduziert. Viele Fabriken, die durch die Kriegshandlungen zerstört wurden oder die Arbeit stoppen mussten, wurden demontiert, in Einzelteile zerlegt, abtransportiert und als Metallschrott weiterverkauft.

## Verkehr

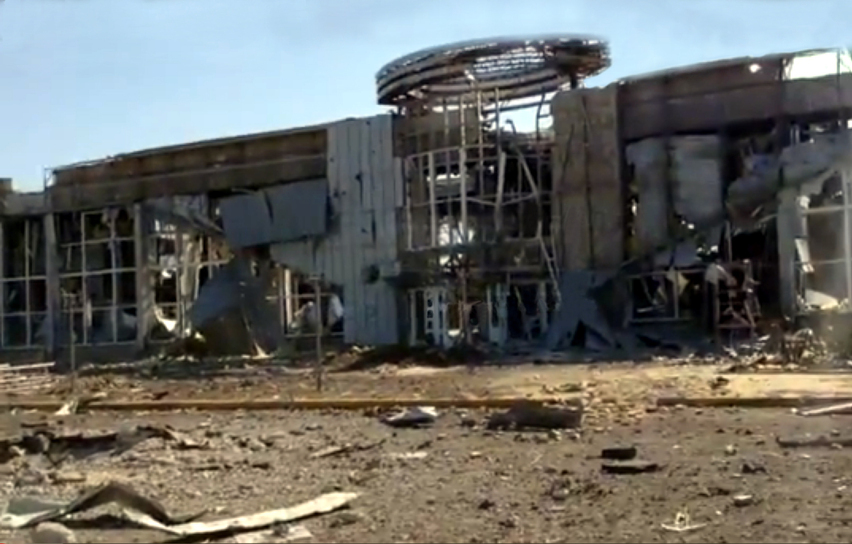
Luhansk International Airport (2014)

Bis zum Beginn des russischen Kriegs in der Ukraine befand sich unweit der Stadt, im Vorort Peremoschne, der Flughafen Luhansk. Dieser war bis zum 11. Juni 2014 in Betrieb und wurde kurz darauf im August 2014 bei Kämpfen zwischen ukrainischen Regierungstruppen und pro-russischen Kämpfern fast komplett zerstört.

## Persönlichkeiten

### Söhne und Töchter der Stadt
- Wladimir Dal (1801–1872), russischer Philologe
- Alexander Ptuschko (1900–1973), ein vor allem für seine Märchenverfilmungen bekannter sowjetischer Filmregisseur
- Sergei Kischkin (1906–2002), sowjetisch-russischer Metallkundler und Hochschullehrer
- Dov Feigin (1907–2000), israelischer Bildhauer
- Wladimir Sobolew (1908–1982), russischer Mineraloge
- Georgi Timtschenko (1912–1991), sowjetischer Admiral
- Michail Matussowski (1915–1990), sowjetischer Dichter und Liedermacher
- Georgi Beregowoi (1921–1995), sowjetischer Kosmonaut
- Kostjantyn Sytnyk (1926–2017), ukrainischer Botaniker, Pflanzenphysiologe, Ökologe und Politiker
- Jewgenija Ruskol (1927–2017), russische Physikerin und Astronomin
- Boris Litwinow (1929–2010), russischer Atomphysiker
- Jurij Kutenko (1932–2003), Zehnkämpfer
- Ljudmila Awerko-Antonowitsch (* 1936), sowjetische bzw. russische Chemieingenieurin
- Irina Kiritschenko (1937–2020), sowjetische Bahnradsportlerin
- Anatolij Kuksow (1949–2022), ukrainischer Fußballspieler und -trainer
- Tetjana Skatschko (* 1954), sowjetische Weitspringerin
- Sergei Andrejew (* 1956), sowjetischer Fußballspieler und russischer Fußballtrainer
- Waleri Tretjakow (* 1958), litauischer Politiker
- Serhij Mindirhassow (* 1959), sowjetischer Fechter
- Alexander Romantschuk (* 1959), russischer Generalleutnant
- Wassyl Bubka (* 1960), Stabhochspringer
- Oleksandr Sawarow (* 1961), sowjetischer Fußballnationalspieler
- Wiktor Bryshin (* 1962), sowjetisch-ukrainischer Sprinter
- Serhij Bubka (* 1963), Stabhochspringer
- Leonid Passetschnik (* 1964), ostukrainischer Politiker und Separatistenführer
- Igor Plotnizki (* 1964), Rebellenführer, Ministerpräsident der Volksrepublik Lugansk
- Jurij Possochow (* 1964), ukrainisch-russischer Ballett-Tänzer und Choreograph
- Alexander Bednow (1969–2015), Anführer des prorussischen „Batman Bataillons“ und Staatsmann der Volksrepublik Lugansk
- Sergei Juran (* 1969), russischer Fußballspieler und -trainer
- Wiktor Onopko (* 1969), russischer Fußballspieler
- Tetjana Tereschtschuk-Antipowa (* 1969), Hürdenläuferin
- Oleksandr Tschekmenjow (* 1969), Fotograf und Fotojournalist
- Tatjana Sneshina (1972–1995), eine russische sprechende Dichterin und Singer-Songwriterin.
- Andrij Portnow (1973–2025), Rechtsanwalt und Politiker
- Oleh Schelajew (* 1976), Fußballspieler
- Natalia Straub (* 1978), ukrainisch-deutsche Schachgroßmeisterin
- Andrij Serdinow (* 1982), Schwimmer
- Wjatscheslaw Hlaskow (* 1984), Boxer
- Lilija Lobanowa (* 1985), Leichtathletin
- Oleksandr Areschtschenko (* 1986), Schachmeister
- Alex Schaf (* 1987), deutscher Leichtathlet ukrainischer Herkunft
- Switlana Haljuk (* 1987), Radrennfahrerin
- Jelysaweta Bryshina (* 1989), Sprinterin
- Marija Woloschtschenko (* 1989), Wasserspringerin
- Sergei Malyj (* 1990), kasachisch-ukrainischer Fußballspieler
- Oleksandr Horschkowosow (* 1991), Wasserspringer
- Hanna Solowej (* 1992), Radrennfahrerin
- Anton Terechow (* 1992), Handballspieler
- Alexander Bondar (* 1993), russischer Wasserspringer ukrainischer Herkunft
- Tetjana Ptaschkina (* 1993), Dreispringerin
- Wiktorija Masur (* 1994), rhythmische Sportgymnastin[21]
- Jana Katschur (* 1997), Sprinterin
- Anastassija Bryshina (* 1998), Sprinterin

### In der Stadt wirkte
- Charles Gascoigne (1739–1806), Unternehmer schottischer Herkunft
- Alexander Jakowlewitsch Parchomenko (1886–1921), russischer bzw. ukrainischer Revolutionär und Kommandeur innerhalb der Roten Armee